# SG 05 Pirmasens
Maillots
Dernière mise à jour : 2 avril 2011.
Le SG 05 Pirmasens est un club allemand de football localisé à Pirmasens en Rhénanie-Palatinat.
Ce club dispose aussi d’une section de Gymnastique.

## Histoire
Le club fut fondé en 1905 par des membres du FK Pirmasens mécontents de la gestion de ce club.
Après la Première Guerre mondiale, en 1919, le SG 05 Pirmasens retourna au sein du FK" et joua sous l’appellation SK 1905 Pirmasens.
Dans les années 1940, le SK 1905 fusionna avec le FC Pfalz Pirmasens pour former l’actuel SG 05 Pirmasens.
En 1945, le club fut dissous par les Alliés, comme tous les clubs et associations allemands (voir Directive n°23). Il fut rapidement reconstitué et reprit ses activités.
En 1951, le club devint un des fondateurs de la 2. Oberliga Südwest, une ligue située au 2e niveau de la hiérarchie sous l’Oberliga Südwest.
Relégué en fin de saison 1955-1956, le club ne dépassa plus par la suite le 3e niveau. 
Au milieu des années 1970, le SG 05 Pirmasens remonta en Amateurliga Sûdwest, une ligue de niveau 3 située directement sous la Regionalliga Südwest puis la 2. Bundesliga, mais en 1978, le club échoua à se qualifier pour l’Oberliga Südwest, lors de la création de cette série au 3e niveau.
En 1982, le SG 05 Pirmasens quitta la Verbandsliga Südwest et recula dans la hiérarchie.
En 2010-2011, le SG 05 Pirmasens évolue en 1. Kreisklasse Pirmasens-Zweibrücken, soit au 12e niveau de la hiérarchie de la DFB.

## Sources et Liens externes
- Site officiel du SG 05 Pirmasens
- Hardy Grüne, Christian Karn: Das große Buch der deutschen Fußballvereine. AGON-Sportverlag, Kassel 2009,  (ISBN 978-3-89784-362-2).
- Archives des ligues allemandes depuis 1903
- Base de données du football allemand
- Actualités et archives du football allemand
- Site de la Fédération allemande de football